# Meck (adelsätt)
Meck är  ett namn som burits av en baltisk adelsätt, där en utslocknad gren introducerats på Riddarhuset i Stockholm.

## Historik
Ätten härstammade från Schlesien och är känd sedan slutet av 1400-talet. Den kom till Livland omkring 1550 och erhöll polskt adelskap av kung Sigismund August (regerade 1548– 1572).
Erik Johan Meck (1644–171702) blev stamfar för den svenska ättegrenen. Han kom som minderårig 1656 till Sverige med sina föräldrar på flykt undan ett ryskt angrepp mot Livland. Han gjorde militär karriär i Sverige och slutade som överste. Genom giftermål blev han innehavare 
av Vallens säteri vid Laholm och därmed involverad i den textila företagsverksamhet som kallats Laholmska manufakturen som i fyra generationer drevs av hustrurna till Vallens innehavare. 
Bland Eric Johan Mecks tolv barn är tre söner nämnda att ha uppnått vuxen ålder. Sedan Livland genom freden i Nystad 1721 kommit i ryska händer, naturaliserades de båda yngre sönerna som svensk adel 1723 och introducerades samma år på Ridarhuset i Stockholm med nummer 1778. Endast den yngste brodern hade manlig avkomma. Hans ättegren fortlevde i ytterligare tre generationer men utslocknade  på svärdssidan till år 1895 och på spinnsidan år 1909.
Efter det ryska övertagandet av Livland introducerades ätten Meck under nummer 55 på Riddarhuset i Riga. Enligt Elgenstierna fortlevde denna gren på 1930-talet i "Östersjöprovinserna", det vill säga i de då självständiga baltiska staterna. Molotov-Ribbentroppakten och folkomflyttningar i samband med andra världskriget kan ha påverkat detta förhållande.
Den 31 december 2021 var 16 personer med efternamnet Meck folkbokförda i Sverige.

## Släktträd (urval)
- Erik Johan Meck (1644–1702), överste,  gift med Magna Birgitta Durell, Vallens säteri, Voxtorps socken vid Laholm
  - Carl Gustaf Meck (1678–1742), major, Brödåckra, Ignaberga socken, idag Hässleholms kommun[2]
  - Magnus Fredrik Meck, naturaliserad Meck  (1680–1627), överstes titel, gift med Clara Sabina Lilliehöök (1687–1758), Vallens säteri
    - Magdalena Eleonora Meck (1717–1778), gift med Johan Jacob Burensköld (1712–1766),   överceremonimästare, Vallens säteri

  - Anna-Brita Meck (1682–1737), hustru till (1) Henrik Johan Burensköld, (2) Erik Fröberg, överstar
  - Jakob Johan Meck, naturaliserad Meck  (1685–1757), ryttmästare, Askenäs, Götebryds socken, idag Älmhults kommun
    - (eftersläkt)